# 天主教达特教区
天主教达特教区（拉丁語：Dioecesis Daetiensis）是菲律賓一個羅馬天主教教區，屬卡塞雷斯總教區。教區的轄區包括北甘馬粦省。
2006年有教友462,607人、24個堂區、52名司鐸。現任主教為雷克斯·安德肋·C·阿拉爾孔、榮休主教本雅明·阿爾莫內達。
1974年5月27日升為教區。